# Charles Montalto
Charles Montalto, né le 24 avril 1856 à Grenoble et décédé en 1922, est un architecte français.

## Biographie
Charles Montalto naît à Grenoble le 24 avril 1856.
Il entre à l'Ecole des Beau-Arts en 1875 où il est l'élève d'Ancelet et de Louis Jules André. Il est diplômé en 1882 (10è promotion).
Comme architecte, il est actif entre 1884 et 1914 principalement à Paris avec différentes implantations successives : dans le 14è (en 1884), le 15è (entre 1886 et 1890), le 7è (bureau, en 1888), le 8è (en 1890), et le 12è (entre 1891 et 1914). Il succède à Charles Le More en 1892 et à Victor Calemard en 1898.
Charles Montalto décède en 1922.

## Réalisations
La plupart de ses réalisations s'inscrivent dans le style éclectisme. On peut citer :
- le 25 rue du Faubourg-Saint-Antoine (magasin Wimphen) Paris 11e, 1893-1894[5],
- le 68 avenue Ledru-Rollin Paris 12e,  vers 1898[6], 1899 inscrit sur l'immeuble,
- le 2 rue Abel Paris 12e, 1900[7],
- le 15 avenue Ledru-Rollin Paris 11e, 1900 (inscription).

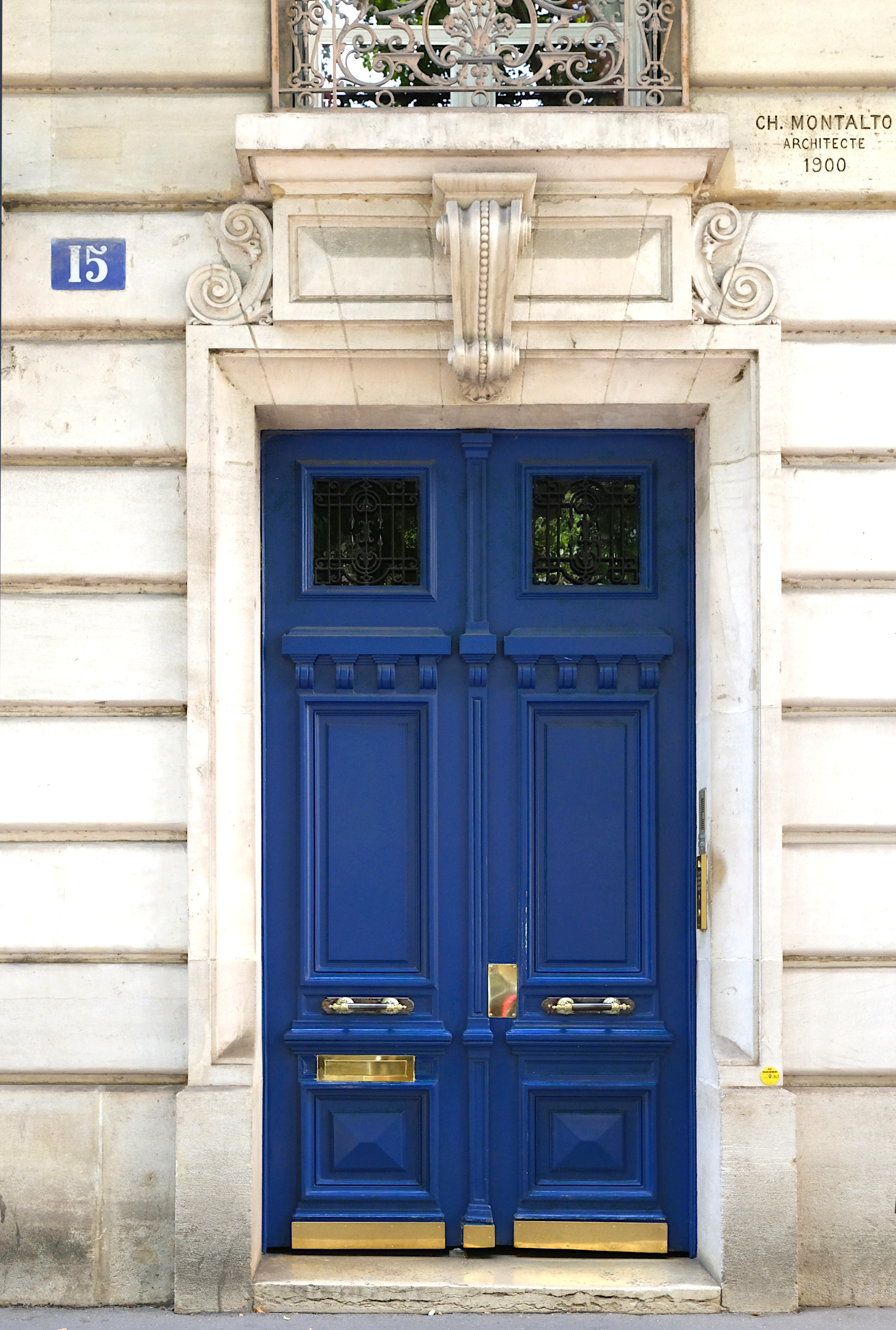
N°15 avenue Ledru-Rollin.
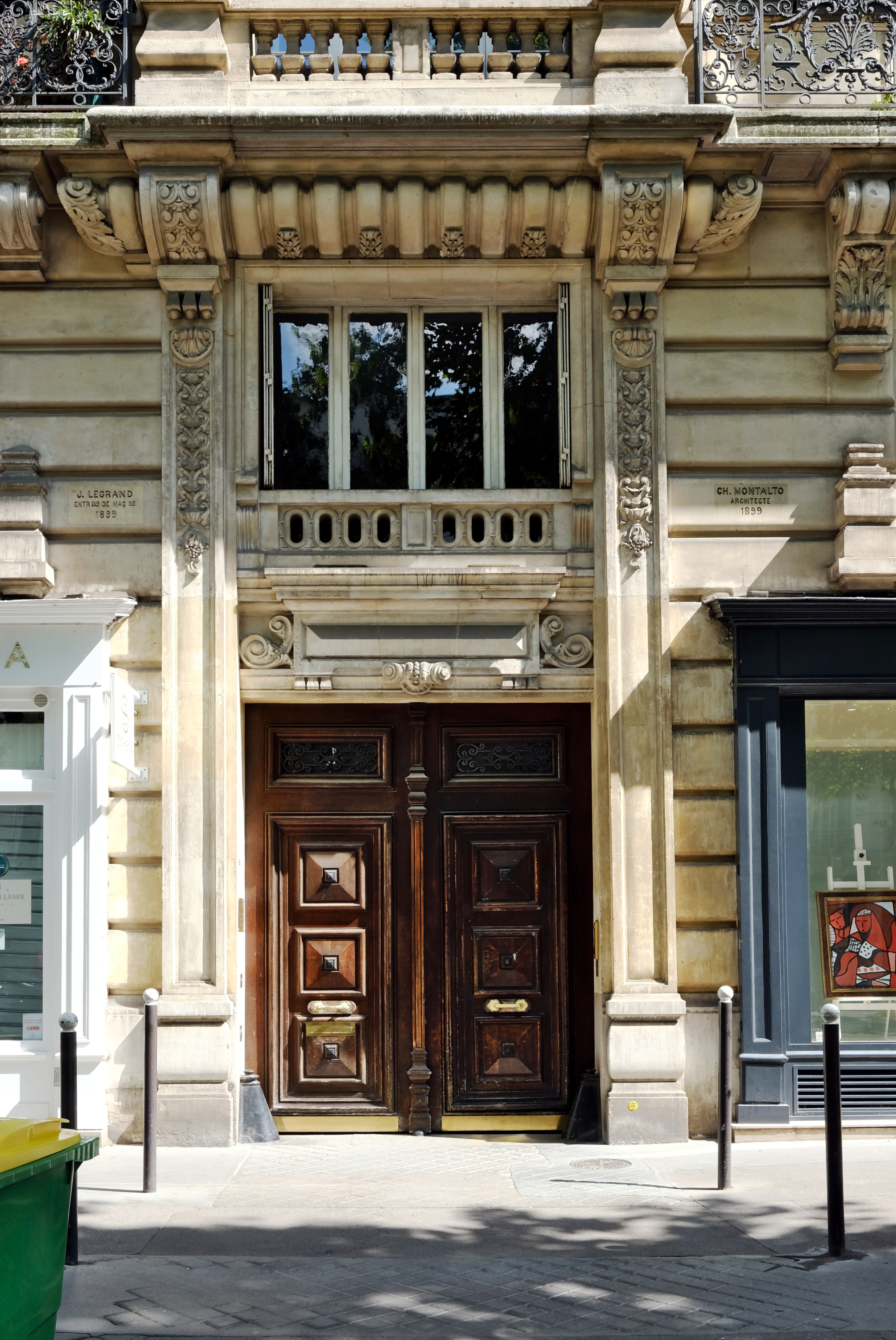
N°68 avenue Ledru-Rollin.